# Северноафричка кампања
Северноафрички фронт током Другог светског рата је назив за сукобе у северној Африци од 10. јуна 1940. до 13. маја 1943. Обухватао је кампање у либијским и египатским пустињама (Кампања у Западној пустињи), у Мароку и Алжиру (Операција Бакља) и Тунису (Туниска кампања). На фронту су се борили Савезници и силе Осовине, од којих су многе имале колонијалне интересе у Африци од краја 19. века. Савезничким ратним напорима су доминирале војске британског Комонвелта и изгнане војске из окупиране Европе. САД су ушле у рат 1941, а са директном војном помоћи у северној Африци почели су 11. маја 1942.
Борбе у северној Африци су почеле са италијанском објавом рата 10. јуна 1940. 11. хусарски пук британске војске (уз помоћ 1. Краљевског тенковског пука, 1. КТП) је 14. јуна прешао египатско-либијску границу и заузео тврђаву Капуцо. Затим је следила италијанска контраофанзива у Египат и освајање Сиди Баранија у септембру 1940, а потом и операција Компас, контраофанзива Комонвелта. Током операције Компас, италијанска 10. армија је била уништена, па је Немачки афрички корпус, под командом Ервина Ромела, послат у северну Африку током операције Сунцокрет да појача италијанске снаге како би спречио потпуни пораз сила Осовине.
Уследио је низ битака за контролу над Либијом и деловима Египта са наизменичним успесима, а врхунац је достигнут у другој бици код Ел Аламејна, када су снаге Комонвелта под командом генерал-пуковника Бернарда Монтомерија нанеле тежак пораз силама Осовине и потиснули их у Тунис. Након искрцавања у операцији Бакља у северозападној Африци крајем 1942. и потоњих битака против снага Вишијевске Француске (које су затим промениле страну), Савезници су коначно опколили снаге сила Осовине у северном Тунису и приморале их на предају. Операција Бакља је била компромис који је помогао британском циљу да се постигне победа у северној Африци, и пружио прилику да се америчка војска укључи у борбу против Немачке бар у ограниченој мери. Поред тога, Јосиф Стаљин је дуго тражио отварање другог фронта како би се смањио притисак на совјетске армије. Бакља је пружила одређени степен олакшања Црвеној армији на Источном фронту преусмеравањем снага осовине на северноафричко ратиште. Преко половине немачких транспортних авиона Ју 52, који су били потребни за снабдевање опкољених немачких и румунских снага у Стаљинграду, биле су везане снабдевањем снага Осовине у Северној Африци. Информације добијене разбијањем шифара захваљујући раду британске обавештајне службе се показала критичном за савезнички успех у северној Африци. Савезничка победа у овој кампањи одмах је водила до Италијанске кампање, што је изазвало пад фашистичке владе у Италији и елиминацију немачког савезника.

## Рат у Западној пустињи
Дана 10. маја 1940. године, Вермахт је започео битку за Француску. Месец дана касније, било је јасно да би се Француска морала предати у року од две недеље (примирје у Компјењу је потписано 22. јуна 1940. године).
Дана 10. јуна 1940, Краљевина Италија се придружила нацистичкој Немачкој и објавила рат против Француске и Уједињеног Краљевства. Британске снаге (заједно са индијским и родезијским војницима које су имале под командом) са седиштем у Египту добиле су наређење да предузму одбрамбене мере, али да делују што непровокативније. Међутим, 11. јуна су започели серију напада на положаје Италије у Либији. Након пораза Француске 25. јуна, италијанске снаге у Триполитанији насупрот француским трупама са седиштем у Тунису - премештене су у Киренику како би ојачале Италијанску 10. армију. Ово, заједно са постепеним кварењем возила британских снага, навело је генерала Арчибалда Вејвела да нареди заустављање препада и остави одбрану египатске границе малом заштитном одреду.
Италијански диктатор Бенито Мусолини наредио је 10. армији да до 8. августа нападне Египат. Два дана касније, ниједна инвазија није покренута, Мусолини је наредио маршалу Гразианију да, у тренутку када немачке снаге покрену операцију Морски Лав, он треба да нападне. 8. септембра Италијани су-ометени недостатком транспорта и ослабљени ниским нивоом обуке међу официрима и слабом службом снабдевања – добили наређење за инвазију Египта сутрадан. План борбе био је да се напредује дуж обалног пута, док су ограничене оклопне силе деловале кроз пустињу. Да би се супротставио италијанском напредовању, Вејвел је наредио својим заштитницама да узнемиравају напредујуће Италијане и да се повуку према Мерса Матруху, где су базиране главне британске пешадијске снаге. На пустињском крилу била је 7. оклопна дивизија, како би ударила на крило италијанских снага.
До 16. септембра, италијанске снаге напредовале су до Мактиле, око 130 km западно од Мерса Матруха, где су се зауставиле због проблема са снабдевањем. Упркос томе што је Мусолини тражио да се настави напредовање, Гразиани је наредио својој војсци да се укопа око Сиди Баранија, а утврђени кампови су успостављени на истуреним положајима; додатне трупе су такође биле позициониране иза главне војске. Као одговор на распршене италијанске кампове, Британци су планирали ограничени петодневни напад, операцију Компас, да нападну све утврђене кампове један по један. Војска Британске Империје, укупно 36.000 људи, напала је напредне елементе италијанске 10. дивизије 9. децембра. Након почетног успеха, снаге Операције Компас гониле су Италијане у повлачењу. У јануару, освојена је мала лука у Бардији, а убрзо и утврђена лука Тобрук.
Око 40.000 Италијана је заробљено у две луке и околини, док се остатак Десете војске повлачи дуж обалног пута до Ел Агајла. Ричард О’Конор послао је 7. оклопну дивизију преко пустиње, са малом извиђачком групом која је стигла у Беда Фом око деведесет минута пре Италијана, одсецајући њихово повлачење. Упркос очајничким покушајима да савладају британске снаге у бици код Беда Фома, Италијани нису успели да се пробију, а остаци војске која се повлачила предала се. Дакле, током 10 недеља савезничке снаге уништиле су италијанску 10. армију и стигле у Ел Агајлу, привевши 130.000 ратних заробљеника.
Мусолини је затражио помоћ од свог немачког савезника, док је италијанска Врховна команда брзо послала неколико већих моторизованих и оклопних јединица да заштити своје колоније у Северној Африци. Ова изузетно проширена појачања обухватила су и ускоро познату дивизију "Ариете"(генерал Еторе Балдасаре). У међувремену, Немци су ужурбано скупили моторизовану силу, чији водећи елементи су стигли у Триполи у фебруару. Овај релативно мали експедициони одред, назван "Африка Корпус" од стране Хитлера, стављен је под команду Ервина Ромела. Његова наређења била су да појачају Италијане и блокирају савезничке покушаје да их избаце из региона. Међутим, иницијално слање једне оклопне дивизије, а касније, не више од две оклопне и једне моторизоване дивизије, показало је ограничени степен немачког учешћа и интересовања на овом ратишту. Највећи део појачања била су италијанска, и према томе Италијани су водили највећи део борби. Истурена савезничка војска - која се сада зове 13. корпус (Велика Британија) - усвојила је одбрамбени став и током наредних месеци је ојачана, пре него што је већина њених ветеранских снага [[Битка за Грчку | пребачена у Грчку] ]. Поред тога, 7. оклопна дивизија је повучена у делту Нила. Ветеранске јединице замењене су неискусним регрутима, неспремним да се суоче са немачким тенковима.
Иако је Роммелу наређено да једноставно држи линију, оклопно извиђање убрзо је постало права офанзива код Ел Агајла у марту 1941. године. У марту-априлу, савезничке снаге су потиснуте и водећи генерали заробљени. Аустралијска 9. пешадијска дивизија повукла се у утврђену луку Тобрук, а преостале британске и империјалне снаге повукле су још 160 km источно до либијско-египатске границе. Са Тобруком под опсадом главне италијанско-немачке силе, мала оклопна група наставила је да продире на исток. Освојила је Форт Капуцо и Бардију у пролазу, потом напредовла у Египат, а до краја априла заузела је Солум и тактички важан Халфаја пролаз. Ромел је посео ове позиције, појачавајући борбену групу и поставио је у одбрану.
Иако је изолован са копна, Тобруков гарнизон је наставио да прима снабдевање и појачања, које је британска морнарица достављала ноћу. Ромелове снаге нису имале снаге нити обуку да узму тврђаву. Ово је створило проблем снабдевања његових истурених јединица. Предње линије у Солууму биле су на крају растегнутог ланца снабдевања, који се пружао од Триполија и морао је заобићи обалски пут у Тобруку. Надаље, стално му је претио испад британских снага из Тобрука.Без Тобрука у рукама Осовине, даље напредовање у Египту било је непрактично.
Савезници су ускоро покренули контра-напад мањих размера под именом Операција Бревити. Ово је био покушај да се снаге Осовине помере са кључних пролаза на граници, што је постигло почетни успех, али се истурена позиција није могла одржати. Бревити је затим пратила много већа офанзива, операција Бојна Секира. Ова операција, намењена да ослободи Тобрук опсаде, такође је пропала.
Након неуспеха операције Бојна Секира, Арчибалд Вејвел је смењен и заменио га је Клод Окинлек. Западна пустињска војска је ојачана другим корпусом, 30. корпусом, а два корпуса формирају Осму армију. Осма армијаа састављена је од војних снага из земаља Комонвелта, укључујући Британску војску, Аустралијску војску, Британску индијску војску, Новозеландску војску, Јужноафричку армију и Суданске одбрамбене снаге. Постојала је и бригада Слободних Француза (генерал Мари-Пјер Коениг). Нова формација покренула је нову офанзиву, Операцију Крсташ, у новембру 1941. Након кратке битке, 70. дивизија у Тобруку је ослобођена и снаге Осовине су биле приморане да се повуку. До јануара 1942. линија фронта је поново била на Ел Агајлу.
После добијања залиха и појачања из Триполија, Осовина је поново напала, победивши савезнике у Газали у јуну 1942. и заузевши Тобрук. Снаге Осовине потиснуле су Осму армију преко египатске границе, али је њихов напредак у јулу заустављен само 140 km од Александрије у Првој бици код Ел Аламејна.
Од великог значаја, 29. јуна амерички извештаји из Египта о британским војним операцијама престали су употребљавати компромитовани "црни код", који је Осовина дешифровала, тако се информишући о британским "снагама, позицијама, губицима, појачањима, снабдевању, ситуацији, плановима, моралу итд.".
Генерал Окинлек, иако је зауставио Ромелово напредовање у Првој бици код Ел Аламејна, замењен је генералом Харолдом Александером. Генерал-потпуковник Вилијам Гот унапређен је од команданта 13. корпуса да преузме команду целе Осме армије, али је убијен када је његов авион пресретнут и оборен изнад Египта. Заменио га је генерал-потпуковник Бернард Монтгомери.
Крајем јуна 1942. снаге Осовине направиле су други покушај да пробију одбрану савезничких снага на Ел Аламејну у Алам Халфи, али су били неуспешни. После дугог периода изградње и обуке, Осма армија је покренула велику офанзиву, одлучно победила италијанско-немачку војску током Друге битке код Ел Аламејна крајем октобра 1942. године, потиснувши снаге Осовине ка западу и освојивши Триполи средином јануара 1943. До фебруара 1943. Осма армија се суочила са италијанско-немачком оклопном војском у близини линије Марет, под командом 18. армијске групе генерала Харолда Александра за завршну фазу рата у Северној Африци, кампању у Тунису.

## Операција Бакља
Операција Бакља је започела 8. новембра 1942. године и завршила се 11. новембра. У покушају да обухвате немачке и италијанске снаге, Савезничке снаге (америчке и британске) искрцале су се у француску Северну Африку под влашћу Вишија под претпоставком да неће бити никаквог отпора. Ипак, француске снаге Вишија су пружиле снажан и крвав отпор савезницима у Орану и Мароку, али не у Алжиру, где је државни удар француског покрета отпора 8. новембра успео да неутрализује француски 19. корпус пре искрцавања и ухапси командире Вишија. Сходно томе, искрцавања нису имала никакву практичну опозицију у Алжиру, а град је био заузет првог дана заједно са целом командом Вишјевске Африке. Након три дана разговора и претњи, генерали Марк Кларк и Двајт Ајзенхауер приморали су Вишијевог адмирала Франсоа Дарлана (и генерала Алфонса Јуин) да изда наредбу о престанку оружаног отпора у Орану и Мароку од стране француских снага 10. и 11. новембра, са одредбом да Дарлан постане шеф администрације Слободне Француске. Током операције Бакља, америчка морнарица борила се против Вишијевске француске и немачке морнарице током поморске битке у Казабланци, која се завршила америчком победом.
Савезничко искрцавање подстакло је Осовину да окупира Вишијевску Француску (Операција Антон). Осим тога, француска флота је заробљена у Тулону од стране Италијана, али им није користила, јер је главни део флоте био потопљен да спречи њихову употребу од стране Осовине. Војска Вишија у северној Африци придружила се савезницима (види Слободни Французи).

## Туниска кампања
Након операције Бакља (од почетка новембра 1942), Немци и Италијани су започели јачање трупа у Тунису како би попунили вакуум који су оставиле трупе Вишија које су се повукле. Током овог периода слабости, Савезници су се одлучили против брзог напредовања у Тунис док су се борили са властима Вишија. Многи савезнички војници били су везани у гарнизонским дужностима због неизвесног статуса и намера Вишијевих снага.
До средине новембра, савезници су били у могућности да напредују у Тунис, али само са једном дивизијом. До почетка децембра, Источна борбена група- која је преименована у британска Прва армија (генерал-пуковник Кенет Андерсон) - била је састављена од британске 78. пешадијске дивизије, 6. оклопне дивизије, 1. падобранске бригаде, Командоса бр. 6 и делова 1. оклопне дивизије (САД). Али до овог тренутка, из Европе је допремљено једна немачка и пет италијанских дивизија, а удаљеност савезничких аеродрома од линије фронта дала је Осовини јасну ваздушну надмоћност над бојним пољем. Савезници су заустављени и одбачени уназад, након напредовања на исток до 30 km од Туниса.
Током зиме уследио је период затишја током којег су обе стране наставиле да јачају своје снаге. До нове године, британска Прва армија имала је један британски, један амерички и један француски корпус (у априлу 1943. је активиран други британски корпус). У другој половини фебруара у северозападном Тунису, Ромел и фон Арним су имали неке успехе против претежно неискусних француских и америчких трупа, нарочито у потискивању америчког 2. корпуса ( генерал-мајор Лојд Фредендал) у бици за Касерински пролаз.
До почетка марта 1943, британска Осма армија, напредујући на запад дуж обале Северне Африке, стигла је до границе са Тунисом. Ромел и фон Арним су се нашли у окружењу савезничке две армије. Били су опкољени, са мање људи и наоружања. Британска Осма армија заобишла је одбрамбени положај Осовине на линији Марет крајем марта, а Прва армија у централном Тунису покренула је своју главну офанзиву средином априла, како би стиснуле снаге Осовине док се њихов отпор у Африци не сруши. Снаге Осовине предале су се 13. маја 1943. године, и предале више од 275.000 ратних заробљеника. Последња војска Осовине која се предала у Северној Африци била је 1. италијанска армија. Овај огроман губитак искусних трупа значајно је смањио војне капацитете снага Осовине, иако је највећи проценат трупа Осовине побегао из Туниса. Овај пораз у Африци доводи до освајања свих италијанских колонија у Африци.

## Обавештајна служба

### Силе Осовине
Осовина је имала значајан успех у сакупљању обавештајних података путем преслушавања радио комуникација и праћења радијског саобраћаја. Најважнији успех је дошао кроз пресретање извештаја пуковника Бонера Фелерса, америчког војног аташеа у Египту. Генерал Џорџ Маршал га је задужио за детаљне извештаје о војној ситуацији у Африци. Фелерс је разговарао са британским војним и цивилним особљем у штабу, читао документе и посећивао фронт. Познат Немцима као "die gute Quelle" (добар извор) или у шали као "онај мали", преносио је своје извештаје у Вашингтон користећи "Црни Код" америчког Стејт департмента. Међутим, у септембру 1941. године Италијани су украли шифарник који садржи Црни Код, фотографисали га и вратили у америчку амбасаду у Риму. Италијани су поделили део пресретнутих разговора са својим немачким савезницима. Поред тога, "Chiffrierabteilung" (немачка војна шифрантска служба) ускоро је успела да провали шифру. Фелерсови извештаји су били веома детаљни и одиграли су значајну улогу у информисању Немаца о савезничким снагама и намерама између јануара и јуна 1942.
Поред тога, италијански Servizio Informazioni Segrete или СИС стручњаци за дешифровање су успели да пресретну много радио-шифрованих обавештења (СИГИНТ) из британског авио-саобраћаја, као и првокласне шифре из британских бродова и копнених база, пружајући италијанској ратној морнарици правовремена упозорења о намерама савезника на Медитерану.
 Заиста, италијанска СИС је била толико успешна у руковању већином морнаричких података Осовине на Медитерану, да "офанзивна употреба СИГИНТ-а у Великој Британији била је у великој мери негирана од стране италијанског одбрамбеног СИГИНТ-а".
Африка Корпус је имао обавештајну службу из 621. сигналног батаљона, који је стигао у Северну Африку крајем априла 1941. године, под командом пуковника Алфреда Себома. 621. сигнални батаљон пратио је радио комуникацију међу британским јединицама. Нажалост, за савезнике, Британци нису само пропустили да мењају своје кодове довољно често, већ су били склони слабој радио дисциплини у борби. Њихови официри често су слали отворене, некодиране поруке својим командама, омогућавајући Немцима да лакше идентификују британске јединице и распоређивање. Ситуација се променила након што је контранапад током битке код Газале прегазио и уништио 621. сигнални батаљон, а бројни њихови документи су заробљени, упозоравајући британску обавештајну службу на проблем. Британци су одговорили успостављањем побољшане процедуре позивања, увођењем радиотелефонских кодова, увођењем строге радио тишине у резервним формацијама, прикривањем праве поруке са лажним саобраћајем, пооштравањем своје радио дисциплине у борби и стварањем целокупне лажне сигналне мреже у јужном сектору .

### Савезници
Савезнички дешифранти читали су много шифрираног немачког саобраћаја, нарочито оног који је шифрован са машином Енигма. Програм савезника Ултра је иницијално имао ограничену вредност, јер је требало предуго да би се информације пренеле командантима на терену, а понекад и пружиле информације које нису биле од помоћи. У погледу предвиђања следећег потеза који би Немци учинили, ослањање на Ултра је понекад омануло. Део разлога што су почетни немачки напади у марту 1941. били толико успешни био је то што су пресретнути подаци Ултра обавестили Вејвела да је ОКВ јасно упутио Ромела да не предузме било какву офанзивну акцију, већ да сачека док се још ојача 15. оклопном дивизијом у мају. Ромел је добио ове информације, али је ставио више вредности на своју процену ситуације. Верујући да Немци нису имали намеру да предузму велике акције, британска команда није одговорила све док није било прекасно. Поред тога, Ромел није генерално пружио ОКВ-у или италијанској Врховној Команди детаље о његовим планираним операцијама, јер је сматрао да су Италијани превише склони да пропуштају информације. Тако је 21. јануара 1942. године, када је Роммел ударио у своју другу офанзиву из Ел Агајла, италијанска команда је управо била изненађена када је сазнала о томе, како су и Британци били. Ултра пресретнути подаци су Британцима пружили информације као што су име новог немачког команданта, његово време доласка и број и стање снага Осовине, али можда не би правилно открили Ромелове намјере.
Примарна корист Ултра пресретања напорима у Северној Африци била је помоћ у пресецању линије снабдевања Осовине у Тунису. Ултра пресретачи пружили су вредне информације о времену и правцима испоруке снабдевања Осовине преко Медитерана. Ово је било од кључне важности у пружању могућности Британцима да их пресретну и униште. Током времена када је Малта била под великим ваздушним нападом, способност деловања по овим информацијама била је ограничена, али пошто су снаге Савезника и поморске снаге побољшане, информације су постале корисне за успех савезника. Процењује се да је 40% до 60% пошиљки снабдевања Осовине лоцирано и уништено због дешифрованих информација. Међутим, ове тврдње снажно оспоравају аутори Винцент П. О’Хара и Енрицо Цернусцхи (2013) који тврде да су аутори као што је Ф. Х. Хинслеи у великој мери преувеличали ефекте УЛТРА. На пример, они тврде да су обавештајне информације које пружа УЛТРА имале мали утицај на заустављање конвоја из Италије до Северне Африке. Од 2,67 милиона тона материјала, горива и муниције која је отпремљена у Африку - готово све у италијанским бродовима и под италијанском пратњом - 2,24 милиона тона успело је стићи без обзира на најбоље напоре УЛТРА и Британске морнарице како би се то спречило. У ствари, "Ултра није ускратила војскама Осовине залихе које су им биле потребне да би стигли до Нила".
Тешки губици немачких падобранаца на Криту, омогућени Ултра упозорењима о времену и локацијама напада, значили су да је Хитлер оклевао у нападу на Малту, што је помогло Британцима да стекну контролу над Медитераном, као и губици италијанске морнарице у бици код Матапана. Да би сакрили чињеницу да су немачке шифроване поруке прочитане, чињеницу која је била критична за свеукупне ратне напоре Савезника, британска команда захтевала је да се изврши мисија надлетања пре него што се конвој могао напасти, како би изгледало да је извиђачки лет открио циљ.

## Последице
После победе савезника у Северној Африци, било је време за почетак италијанске кампање. Два месеца касније уследила је савезничка инвазија Сицилије. Скоро 400.000 осовинских и савезничких трупа је погинуло, рањено или умрло од болести до краја кампање у Северној Африци.